# Niendorf (Ihlow)
Niendorf ist ein Ortsteil der Gemeinde Ihlow im Landkreis Teltow-Fläming in Brandenburg. Der Ort gehört dem Amt Dahme/Mark an und war bis zum 31. Dezember 2001 eine eigenständige Gemeinde.

## Lage

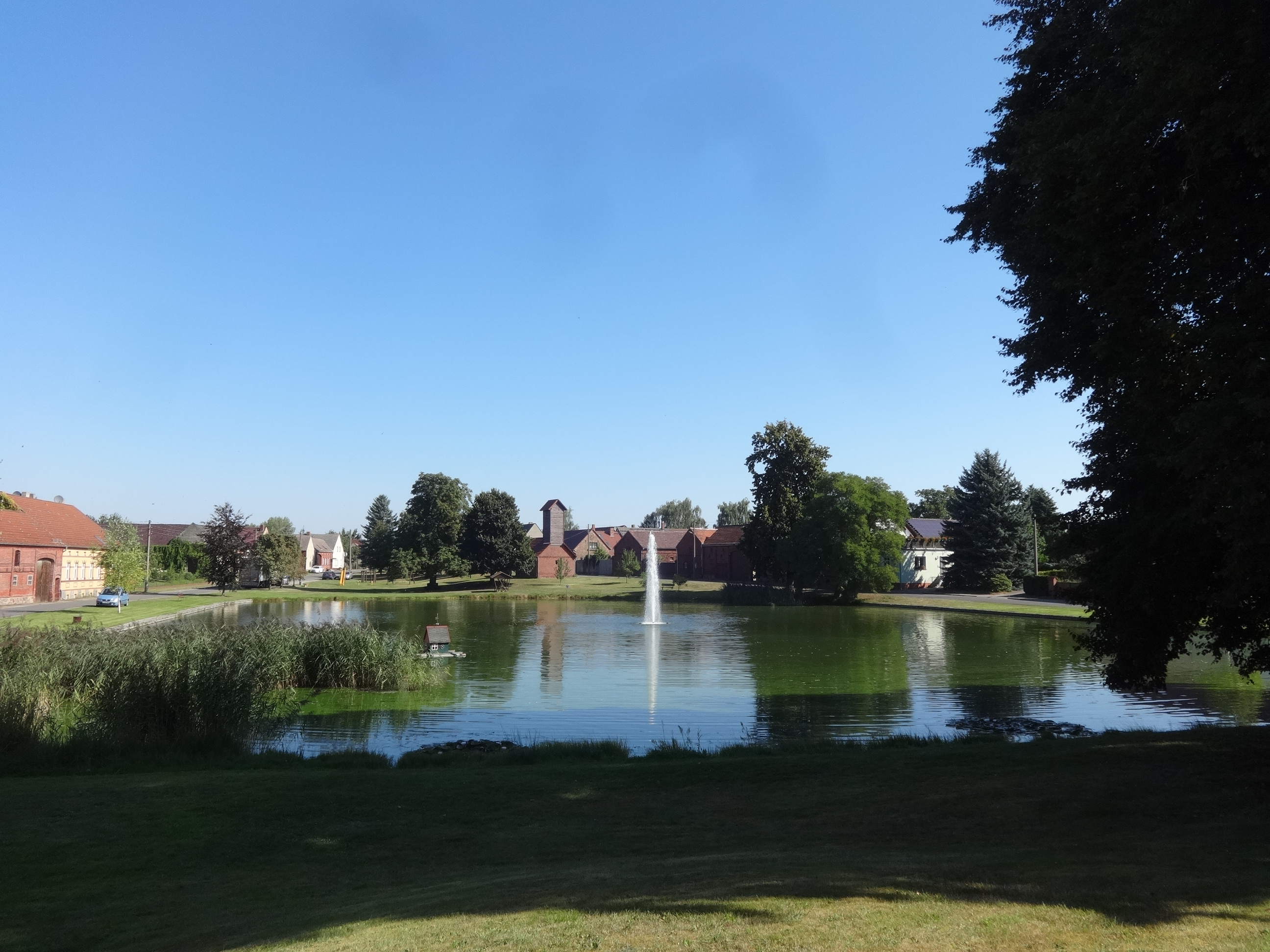
Dorfteich

Niendorf liegt im Niederen Fläming, drei Kilometer südwestlich der Stadt Dahme/Mark und 22 Kilometer westlich von Luckau. Umliegende Ortschaften sind Rietdorf im Norden, Dahme/Mark im Nordosten, deren Ortsteil Schwebendorf im Osten, Bollensdorf im Südosten, Karlsdorf im Süden, Mehlsdorf im Südwesten, Ihlow im Westen sowie Illmersdorf im Nordwesten.
Niendorf liegt an einer Gemeindestraße, die einen Kilometer nördlich von der Bundesstraße 102 abzweigt. Drei Kilometer östlich von Niendorf verläuft die Landesstraße 71.

## Geschichte und Etymologie

### 14. bis 16. Jahrhundert
Niendorfs erste urkundliche Erwähnung erfolgte im Jahr 1368 unter der Bezeichnung Nuwendorff. Der Ortsname stammt aus dem mittelniederdeutschen und bedeutet „neues Dorf“. 1579 wurde der Ort Nientorp/Wiaska genannt. In seiner Dorfstruktur ist Niendorf ein Angerdorf mit einem großen Dorfteich in der Mitte des Angers. Das Ortsbild wird von mehreren großen Vierseithöfen geprägt. Es gehörte vor 1386 bis 1388 zur Herrschaft Dahme und kam anschließend in den unmittelbaren Besitz des Erzbischofs, der das Dorf im Jahr 1390 erneut an die Herren von der Dahme verlehnte. Im Jahr 1405 übernahm das Amt Dahme bis 1872 die Verwaltung des gesamten Dorfes sowie des Kirchenpatronats. Einige Anteile lagen bei Privatpersonen und kamen im Laufe der Zeit zum Landesherren bzw. an das Amt. So besaß von vor 1446 bis 1601 die Familie Schilling sechs Hufen auf der Mark zu Niendorf sowie einen freien Hof (1446) bzw. noch 1⁄2 freier Hof mit Diensten und Freiheit (1466), den sie 1601 an die Familie von Löben verkaufte. Diese hielt den Anteil bis vor 1657. Ein zweiter Anteil lag von vor 1446 bis 1699 bei den von Schütz aus Dahme und wechselte in den kommenden Jahren mehrfach den Besitzer. Von 1699 bis 1708 war es das Amt Dahme, von 1708 bis 1734 eine Frau von Biesenroth, anschließend bis 1755 eine Frau von Raschkau, geborene von Dransdorf, danach bis 1790 eine Frau von Sandersleben, geborene von Schlieben (bzw. seit 1758 deren Kinder). Von dort kam er von 1790 bis 1817 an die Geschwister von Sandersleben, Frau von Haberkorn (geborene von Sandersleben) und Frau von Hacke. Sie hielten anteilig die Hebungen (15 Malter halb Hafer, halb Roggen aus 22 Hufen, Geldhebungen, 2 1⁄2 Schock Stroh, 3 Schock Eier, Zehnten und Dienste von drei Erben) bzw. noch zwei Hufen auf dem Felde zu Niendorf (1472). Den vierten Anteil besaß bis 1487 der Hauptmann von Wolfersdorff und ging danach von 1487 bis 1491 an die Familie von Drauschwitz, die ihn an den Dahmer Bürger Otto verkaufte. Seine Erben veräußerten den Anteil 1601 an die von Löben, die ihn bis 1657 hielten. Danach übernahm ihn bis 1681 die Familie von Koseritz, bis 1689 die Familie von Drandorf, bis 1714 die Familie von Birckholtz und bis nach 1797 die Familie von Leipzig(er). Es handelte sich dabei um Hebungen aus einem Gut, das sechs Scheffel Roggen, sieben Scheffel Hafer, Geld und den Dienst leisteten (1487). Einen Malter Hafer erhielt bis 1528 die Familie Schilling, anschließend die Familie Reinicke. Niendorf erschien in dieser Zeit als Dorf (villa) in den Jahren 1368 und 1388. Die Einwohner zahlten um 1500 insgesamt 1 1⁄2 Schock 23 Groschen (gr) zur Anlage an Steuern; 1516 waren es 5 Rheinische Gulden (fl) zur Steuer und 1534 8 fl 9 gr 3 Pfennig (d) zum 70. Pfenning. Im Niendorf lebten 1551 insgesamt zwölf Hufner und sechs Kossäten; 1562 und 1584 waren es 21 Hauswirte. Sie leisteten 1586 Abgaben in Höhe von 4 Talern 17 gr 5 d zum 70. Pfenning. Es gab zu dieser Zeit einen eigenen Pfarrer, der 1562 zwei Pfarrhufen besaß. Er erzielte Einkünfte in Höhe von 21 Scheffel Meßkorn. Zwei weitere Hufen waren einem Bauern vor etwa 30 Jahren erblich eingeräumt worden. Hiervon erhielt der Pfarrer weitere 6 Scheffel Korn und 6 Scheffel Hafer; der Küster bekam 10 1⁄2 Scheffel.

### 17. Jahrhundert
Um 1600 lebten im Dorf nur noch 18 Hauswirte. Dies waren im Jahr 1609 der Schulze, neun Ackerleute, zwei halbe Ackerleute und sechs Kossäten. Der Lehnschulze bewirtschaftete im Jahr 1625 insgesamt zwei Lehnhufen. Die elf Dienst- und freien Bauern nutzten 20 Hufen; hinzu kamen sechs Gärtner. Niendorf gehörte zum historischen Amt Dahme, das als Folge des Friedens von Prag 1635 an das Kurfürstentum Sachsen kam. Im Dreißigjährigen Krieg wurde Niendorf verwüstet. Im Jahr 1638 gab nur noch sieben Bauern und drei Gärtner im Dorf; acht Stellen waren hiervon wüst gefallen. Bis 1646 hatten weitere Einwohner das Dorf verlassen: Es gab nur noch sieben Gärtner, von denen drei eine eigene Wohnung hatten. Alle anderen Höfe waren abgebrannt. Im Jahr 1653 gab es elf Hufnerstellen und einen Gärtner, davon waren ein Hufnerhof und fünf Gärtnerstellen nicht besetzt. Von 1657 bis 1746 gehörte der Ort zum Fürstentum Sachsen-Weißenfels. Eine Statistik von 1663 zählte für Niendorf elf Männer, zehn Frauen, sechs mündige Söhne, 15 unmündige Söhne, 19 unmündige Töchter, zwei ausländische Stiefsöhne sowie zwei Stieftöchter. Der Pfarrer besaß 1665 nur noch eine Pfarrhufe. Er besaß zwar einen Pfarrhof, den er verpachtet hatte und ihm Einkünfte von je 6 Scheffel Roggen und Hafer brachten. Von jedem Zweihufner erhielt er 2 Scheffel Roggen, von jedem Einhufner 1 Scheffel Roggen. Der Küster bekam von jedem Zweihufner 1 Scheffel Roggen und von jedem Einhufner 1⁄2 Scheffel Roggen. Jeder Hufner und Kossät gab ihm außerdem jährlich zwei Brote und zu Ostern von jedem Wirt vier Eier, die er mit dem Pfarrer teilte. Die Kirche besaß zwar einen Acker mit 12 Scheffel Aussaat, dieser war jedoch ebenfalls wüst.

### 18. Jahrhundert
Die Bewohner betrieben im Jahr 1722 insgesamt 16 Feuerstellen (=Haushalte), bestehend aus zwölf Bauern und vier Gärtner. Eine weitere Statistik führt für 1746 den Lehnschulzen mit zwei Hufen, elf Bauern und mittlerweile fünf Kossäten auf; 1768 gab es einen Müller. Bis 1777 war Niendorf auf 18 angesessene Einwohner angewachsen: zwölf Hufner, fünf Kossäten und einen Häusler. Es gab ein Hirtenhaus sowie eine Windmühle. Dort lebte 1793 ein Windmüller, der neben der Windmühle „ein Häusgen vorm Dorf“ bewohnte. Neben dem Schulzen mit zwei Hufen gab mittlerweile zwei Einhufner und sechs Kossäten.

### 19. Jahrhundert
Im Jahr 1804 erschien die Schreibweise Niendorf oder Neuendorf. Dort lebten 1812 der Schulze mit einem Auszugsvater, elf Hufner und fünf Kossäten. Der Windmüller leistete Abgaben aus seiner Hirsestampfe und der Grützmühle; es gab 18 Steuerpflichtige. Nach dem Wiener Kongress 1815 musste das Königreich Sachsen das Gebiet, zu dem unter anderem auch Niendorf gehörte, an das Königreich Preußen abtreten. Dort lag die Gemeinde im Landkreis Jüterbog-Luckenwalde im Regierungsbezirk Potsdam in der Provinz Brandenburg. Im genannten Jahr erschien auch ein Meister mit Windmühle und einem Lehrling; außerdem ein Laufschmied. 1819 hatte Niendorf 105 Einwohner. Die Dorfkirche gehörte als Filialkirche zu Rietdorf, wohin die Kinder des Ortes auch zur Schule gingen. Die Einwohner betrieben 15 Webstühle; es gab neun männliche und elf weibliche Dienstboten. Drei Jahre später lebten im Dorf drei Hufner, sechs Kossäten und ein Häusler (der Windmüller). Im Dorf standen 1837 insgesamt 21 Wohnhäuser sowie die bereits erwähnte Windmühle. Im Jahr 1841 hatte Niendorf 121 Einwohner. Niendorf umfasste im Jahr 1858 eine Fläche von 2570 Morgen (Mg): 40 Mg Gehöfte, 944 Mg Acker, 185 Mg Weide, 1401 Mg Wald. Dort standen zwei öffentliche, 25 Wohn- und 65 Wirtschaftsgebäude, darunter eine Getreidemühle.

### 20. Jahrhundert
Vom 20. Dezember 1900 bis zum 25. Mai 1965 war in Niendorf ein Haltepunkt an der Bahnstrecke Dahme–Jüterbog in Betrieb. Das Dorf war um die Jahrhundertwende 680 Hektar (ha) groß und bestand aus 27 Häusern. Es gab einen Auszügler, vier Häusler, zwölf Hufner, drei Kossäten, einen Müller, einen Restgutsbesitzer und einen Schankwirt. Niendorf wurde 1931 Landgemeinde mit 680,1 ha und 27 Wohnhäuser mit 27 Haushaltungen. Es gab zwölf land- und forstwirtschaftliche Betriebe mit 20 bis 100 ha, sieben mit 10 bis 20 ha, fünf mit 5 bis 10 ha und 4 mit 0,5 bis 5 ha (1939).
Nach dem Zweiten Weltkrieg erhielt die Gemeinde im Jahr 1948 insgesamt 21,8 ha Waldzulage aus Gebersdorf. Es bestand 1950 mit den Wohnplätzen Jagdhaus und Mühle; 1957 nur noch mit dem Wohnplatz Jagdhaus. Seit dem 25. Juli 1952 gehörte die Gemeinde zum Kreis Luckau im DDR-Bezirk Cottbus. Im Jahr 1957 gründeten die Bauern eine LPG Typ III, die bereits im Folgejahr an die LPG Typ III Gebersdorf angeschlossen wurde. Im Jahr 1959 gab es eine weitere LPG Typ I mit fünf Mitgliedern und 43 ha Fläche, die im Folgejahr auf 39 Mitglieder und 273 ha angewachsen war. Diese ging 1972 in eine LPG Typ III über und wurde im Folgejahr an die LPG Typ III Dahme angeschlossen. Außerdem bestand eine LPG Typ I. Im Jahr 1983 bestand im Dorf die LPG (Pf) Dahme Rinderstall Niendorf.
Nach der Wende lag Niendorf zunächst im Landkreis Luckau in Brandenburg und wurde zur Kreisreform im Dezember 1993 ein Teil des Landkreises Teltow-Fläming. Am 31. Dezember 2001 wurde Niendorf nach Ihlow eingemeindet.

## Sehenswürdigkeiten
Die Dorfkirche von Niendorf wurde im 18. Jahrhundert errichtet und im Jahr 1908 neobarock überformt. Das Altarretabel stammt aus dem 18. Jahrhundert. Niendorf gehört zur Kirchengemeinde Dahme/Mark im Kirchenkreis Zossen-Fläming.

## Bevölkerungsentwicklung
| Jahr | Einwohner | Jahr | Einwohner | Jahr | Einwohner |
| ---- | --------- | ---- | --------- | ---- | --------- |
| 1875 | 165       | 1939 | 126       | 1981 | 120       |
| 1890 | 154       | 1946 | 191       | 1985 | 111       |
| 1910 | 148       | 1950 | 177       | 1989 | 112       |
| 1925 | 147       | 1964 | 123       | 1995 | 99        |
| 1933 | 138       | 1971 | 125       | 2000 | 88        |